# 国民革命军第七十三军
国民革命军第七十三军，是国民革命军在1937年組織的一支步兵軍級部隊。先为唐生智的湘军系，后中央化为王耀武嫡系。

## 編制

### 第一次组建
七十三軍的核心部隊為國民革命軍第15師，但並不是一開始使用這個編號，也和最早使用這個編號的國民革命軍第七軍無關。構成15師的國民革命軍北伐時期，它是由唐生智的湘軍系統擴編的國民革命軍第三十五軍；不過1927年寧漢戰爭時，唐生智因為站錯支持方，導致他統轄的部隊不是被新桂系主導的南京國民政府收編，就是朝湖南以外的省分流竄，結果三十五軍在該役後投靠新桂系，進駐廣西。不過，1929年3月換成新桂系與蔣中正統領的南京政府衝突，三十五軍在新桂系土崩瓦解之際帶槍投靠蔣中正的南京政府，不過這次就無法維持既有待遇，部隊被縮編為國民革命軍第15師；這個代號則是從剛被支解的桂系當家部隊國民革命軍第七軍收繳而來。
在隔年，1930年中原大戰爆發，15師編入武漢行營第四路軍，防衛兩湖地帶的桂系部隊進攻；後來15師繼續留在兩湖一帶，編入同為湘軍系統的國民革命軍第二十八軍內，對該地的中國共產黨紅軍部隊進行清剿作戰。
1937年中日戰爭規模擴大，淞滬會戰白熱化下，國民革命軍實施了大規模擴軍，二十八軍的部隊分散成立新的部隊；由15師為核心，1937年10月國民革命軍第七十三軍成軍，軍長王東原（原15師師長，兼任軍長職務）、副軍長陳孔達、彭松齡。
雖然編制擴張，淞滬會戰時下轄部隊仍只有一個15師，因此組成仍以湖南人為主；投入前線作戰後，王東原把師長職移交給他的親信汪之斌。但是很顯然的，一個軍級單位只有一個步兵師可以運用，單位戰力不足，該師很快地就在淞滬戰場嚴重受創，並後撤整補；在1938年初，七十三軍實際上可說是空架子部隊，但由王東原為首的這個軍事派系卻因為戰事白熱化而繼續擴張。1938年6月，國軍成立了第三十四軍團，軍團長仍為王東原兼任；這時候王身兼73軍軍長、34軍團軍團長，但底下部隊仍然只有一開始的15師，更離譜的是15師在同時間撥給國民革命軍第八軍投入武漢會戰，整個軍團在1938年中一度根本沒部隊可派遣。
為了彌補這個狀況，重慶方面在移交了其它部隊補充：
- 國民革命軍第57師：由國民革命軍第六十九軍調派，師長施中誠，1938年6月調入七十三軍；但是在武漢會戰後，1939年1月就被調入會戰立功的國民革命軍七十四軍，與該軍系統便無瓜葛。
- 國民革命軍第77師：由國民革命軍新編第十一軍調派，師長彭位仁，1938年底調入。77師也是湘軍系統，原本隸屬國民革命軍第五十四軍，這支部隊在1937年同樣在淞滬戰場遭到重創；因此在1937年底，師長羅霖撤職，由湖南籍的彭位仁接任

武漢會戰後，第15師歸建七十三軍指揮，同時三十四軍團取消，七十三軍改隸屬國民革命軍第二十七集團軍（總司令楊森），軍長也由彭位仁接任，此後七十三軍便脫離王東原系統，但部隊層峰仍以湖南籍軍官為核心；後來七十三軍在抗戰時的戰力核心便保持由第15師、第77師兩隻部隊編成，部隊屬性主要以防衛為主，戰力較差的一般軍級部隊。
1939年3月，七十三軍受第九戰區借調，開赴江西參與南昌會戰。會戰結束後，部隊復歸二十七集團軍指揮，並在平江、浏阳休整；在1939年下半季，參加第一次长沙会战、1939年11月發動的冬季攻勢。由於1939年接連參與多次會戰，受創甚重；1940年6月七十三軍一度移交給位於湖北西部的第六戰區长江上游江防司令部，並將國民革命軍暫編第5師撥給七十三軍補充，在此之後七十三軍帳面戰力補充為三師制軍級部隊。經過約半年的整補後，1941年七十三軍移撥給負責同樣湖北防務的國民革命軍第二十集團軍（指揮官霍揆章），並在第六戰區的指揮下參加第二次长沙会战、第三次长沙会战和浙赣会战。
1942年5月直属第九战区。1943年3月彭位仁升任第30集团军副总司令，汪之斌继任军长，副军长陈为韩、韩浚。1943年5月直属于第六战区，参加了鄂西会战。战后复归第九战区，隶属于第二十九集团军。1943年11月参加常德会战。1943年12月汪之斌因为在常德会战指挥不力（另说遗失密电本）而被撤职查办，第30集团军副总司令彭位仁兼任军长。常德会战结束时，第73军建制完全被打乱，最后仅收容了13个连不足2000人枪。随后，该军补充兵员并在后方整训，恰好美国方面加大了援华力度，第73军此时已经完全中央化，因此也得以全面换装，淘汰了原来的大批日械、国械旧装备，全部换成射速快、火力强的美式枪械。
1944年2月改隶属王耀武的第二十四集团军，从此成为王耀武的基本部队。1944年5月参加长衡会战。1945年4月改隶属王耀武的第四方面军，彭位仁任方面军副总司令，韩浚继任军长，陈为韩任副军长，暂编第5师缩编为73军独立团，29军第193师调归73军。随后参加了湘西会战。
- 第193师：师长萧重光黄埔6期步科，副师长纪国政,湖南安乡人,黄埔6期步科；参谋长王德容,安徽合肥人,黄埔8期炮科。

1945年8月底在新化县接受美国军事顾问团整训以后，即从新化东调长沙、湘阴、岳阳等县接管投降的日军及在岳阳的日本华中战略物资，用大量日方最好的武器进一步充实了自己的部队。1946年，第七十三军最后一任军长韩俊，在岳麓山修建公墓，忠义观为当时存放阵亡将士骨灰处。当年为抗击日军，陆军第七十三军所属的暂编第五师师长彭士量及将士、第七十七师、一九三师、五十师、军司令部直属部队的众多官兵壮烈殉国。陆军七十三军抗战阵亡将士公墓，曾被严重毁坏，2000年左右被修复，今为长沙市文物保护单位。
1946年调苏北来安县、盱眙等地进犯解放区。1946年6月乔装在济南的第九十六军番号，分批自徐州机场空运济南。部队抵济后，稍事休整，即从济南东出，沿胶济铁路西侧地区向周村、张店进发，会同由青岛西出的第八军李弥部的"荣誉第一师"、第一〇六师东西夹攻，先后攻克历城、章丘等县，初步打通了济南通青岛的交通线，解除了济南孤立的局势。此后经周村向南侵入淄川、博山等解放区，配合"荣誉第一师"进占了淄博煤矿区，控制了山东重要资源基地洪山、西河两煤矿。随后担任洪山、西河矿区的守备，并负责出击扫荡附近解放区的武工队。1946年底，第77师调回张店、淄河、南定一带担任胶济、张博铁路及南北两侧的警备。
1947年2月2日，王耀武电令军长韩浚除77师驻邹平、长山、张店等待接防外，率其余各部由淄博防区移驻博山。2月4日，193师萧重光部开始由张博支路向博山输送，到博山后，立即出动担任修筑由博山至吐丝口公路的任务。2月7日，第二绥靖区副司令官李仙洲率领所部指挥所和七十三军军部及15师由博山出发，向莱芜以南30余华里的颜庄前进。博山距颜庄约120华里，2月9日方进驻颜庄。2月16日，王耀武调整部署，李仙洲总部及第七十三军的第15师、第193师自颜庄撤至莱芜地区。2月17日，王耀武执行国防部命令，又将第七十三军军部及第193师推进至颜庄。2月19日，王耀武发觉华野攻新泰、莱芜意图后，复令第七十三军军部率第193师自颜庄地区星夜北撤到莱芜城内。七十三军进驻莱芜城后，李仙洲即进行了兵力配置。十五师一个团占西关，西关突出部为团的重点配备；一个团占莱芜城及矿山，矿山为团的重点配备；一个团为师预备队，由其派出一个连据守安乐山。193师一个团占东关及北面高地，北面高地为团的重点配备；一个团扼守西盘寨(距莱城10余里，是莱芜城通向颜庄途中的一个要点）；一个团为师预备队，并由其派出一个连在矿山东侧村庄警戒。汶河南岸村庄，由两师各派出部分警戒小组；军炮兵营驻城内西北角广场，随时支援城外各部。1947年2月19日，王耀武判明华野攻击莱芜意图后，急令第77师迅速南下莱芜城增援，归还七十三军的建制。1947年2月，第七十三军于山东莱芜战役覆灭。

### 下轄部隊的抗戰時期的主官變遷
- 第15师：湘军基本部队。1937年10月汪之斌接任王东原的师长职位。1938年6月调归第8军参加武汉会战。1939年1月陈为韩继任师长，复归第73军建制。1942年3月陈为韩升任副军长,梁袛六继任师长。1945年6月梁化中继任师长。1946年孟广珍接任旅长。
- 第77师，1937年底师长罗霖撤职，1938年1月彭位仁继任师长。1938年底由新编第11军调归第73军，彭位仁升任军长，同时柳际明继任师长。1941年3月韩浚任师长。1944年4月唐生海继任师长。1946年田君健接任旅长。1947年2月田在莱芜阵亡，于兆龙接任旅长,11月于兆龙升任副师长,钱伯英任旅长
- 暂编第5师：1939年6月由湘西苗族隆子雍、吴恒良的“革命抗日救国军”改编为暂5师、暂6师，并组建国民革命军陆军新编第六军（一说暂编第六军）。该师师长戴季韬（云南讲武堂第14期工兵科），副师长谭自平。该师下辖第一旅、第二旅，共6个团。1941年9月师长改为郭汝瑰。1942年年底，暂5师师长郭汝瑰他调，暂5师师长由副军长汪之斌兼代理。1943年吴恒良代理师长。1943年11月黄埔四期彭士量接任师长。1944年梁化中接任师长。

### 第二次组建
第2绥靖区在济南重建该军。改编为整编第73师，师长曹振铎，辖：
- 整编第15旅，旅长孟获川、王敬箴
- 整编第77旅，旅长张汉铎、钱伯英

1948年4月，参加了胶济路中段战役。1948年9月，在济南战役中被全歼。

### 第三次组建
1948年10月，在徽州重建，李天霞任军长，副军长陈畅盛。隶属第九编练司令部。
- 第15师，师长侯志磐
- 第77师，师长毛定松
- 第316师，师长王一飞

渡江战役时担负浙赣路二线防御，直属京沪警备司令部。4月28日，由皖南歙县原驻地出发，向浙江淳安前进，预定最后目标为福建莆田。沿路拥挤，当天只走了30里。某日中午，部队正在遂昌以东之二十里铺大休息，解放军一部乘汽车追至，战斗至当日黄昏，全部被击退。第七十三军退到福建，归第六兵团指挥，部署于罗源、连江。
1949年8月，福州战役后，残部退平潭岛。平潭岛战役后，撤退下来的第七十三军官兵4,300余人，拨编国民革命军第五十二军。